# Pseudaulonium boliviense
Pseudaulonium boliviense es una especie de coleóptero de la familia Zopheridae.

## Distribución geográfica
Habita en Bolivia.